# سوادا آرزومانیان
سوادا هاکوبی آرزومانیان (ارمنی: Սևադա Յակովի (Հակոբի) Արզումանյան؛ زادهٔ ۲۴ مهٔ ۱۹۶۹ در ایروان) یک بازیکن بازنشسته فوتبال در پست مهاجم و مربی فوتبال اهل ارمنستان است.

## باشگاهی
از باشگاه‌هایی که در آن بازی کرده‌است می‌توان به آرارات ایروان، اسپیتاک مالاتیا، کوتایک، وان ایروان،  اربونی، بی‌کی‌ام‌ای ایروان، زوارتنوتس-ای‌ای‌ال و لرناین آرتساخ اشاره کرد.